# Montabaur
Montabaur es una localidad del estado federado alemán de Renania-Palatinado. Con una población de unos 12 500 habitantes, es sede del distrito de Westerwald y del Verbandsgemeinde de Montabaur (una especie de municipio colectivo que agrupa a 24 localidades).
La localidad es conocida en toda Alemania por su castillo amarillo y su estación de ferrocarril, parte de la línea de alta velocidad Colonia-Fráncfort.